# Tyta luctuosa
Tyta luctuosa — вид метеликів родини Совки (Noctuidae), єдиний у роді Tyta та трибі Tytini.

## Поширення
Метелик зустрічається у більшій частині Європи, Азії та у Північній Африці.

## Опис
Дорослий метелик сягає 11 мм завдовжки, темно-коричневого забарвлення з однією великою білою плямою на кожному крилі.

## Спосіб життя
У рік з'являється два покоління, у теплих регіонах може бути і третє покоління. Самиця відкладає 400-500 яєць. Гусениця коричневого кольору. Живиться зеленим листям та квітами польових трав. Завезений у США для боротьби з інвазійною берізкою польовою (Convolvulus arvensis).